# FK Vorszkla Poltava
A Vorszkla Poltava (ukránul: Футбольний клуб Ворскла Полтава, magyar átírásban: Futbolnij Klub Vorszkla Poltava) egy ukrán labdarúgócsapat Poltavában, Ukrajnában. Jelenleg az ukrán élvonalban szerepel.
A csapat jelenlegi nevét a várost kettészelő Vorszkla folyóról kapta 1984-ben, legnagyobb sikerét 2009-ben aratta, amikor megnyerte az ukrán labdarúgókupát.

## Korábbi nevei
- 1955–1964: Kolhoszpnik
- 1965–1967: Kolosz
- 1968: Szelsztroj
- 1969–1972: Sztroityel (Bugyivelnik)
- 1973–1982: Kolosz (újra)
- 1984–2003: Vorszkla
- 2003–2005: Vorszkla-Naftohaz

2006 óta Vorszkla néven szerepel.

## Története

### 1955–1982
A klubot 1955. január 5-én alapították Kolhoszpnik néven. Az ukrán területi labdarúgó-bajnokságban kezdte meg szereplését, ahol előbb az utolsó, egy évvel később pedig a második helyen zárt, mellyel kivívta a szovjet másodosztályú részvételt.
A másodosztályban három évet töltött, majd a szovjet labdarúgó-bajnokság rendszerének átszervezése az utolsó előtti helyen végzett Kolhoszpnik-ot a harmadosztályba sorolta, ahol 1960-tól egészen 1982-ig szerepelt. 1982-ben, az ekkor már Kolosz néven szereplő klub a harmadosztály utolsó helyén végzett. A sikertelenség egy évre felfüggesztette a poltavai labdarúgóéletet, a Kolosz a bajnokság befejezése után megszűnt.

### A Vorszkla-éra kezdete (1984–1991)
Egy év szünet után, 1984-ben újra felpezsdült a labdarúgóélet Poltavában. Új labdarúgócsapat alakult Vorszkla néven, és a Szovjetunió ukrán területi labdarúgó-bajnokságának 4. zónacsoportjában kezdte meg szereplését. A csapat bemutatkozása sikeres volt, az első helyen végzett, azonban a zónacsoportok győztes csapatainak rendezett rájátszáson ismeretlen okból nem vett részt. A következő szezonban újfent a Vorszkla ünnepelte a zónabajnoki-címet, a zónadöntő-rájátszásban azonban csak a harmadik helyen zárt. 1986-ban a 3. zónacsoportba nyert besorolást. A csoportváltozást bajnoki címmel ünnepelte, majd a zónadöntőn is első helyen végzett, így öt év után visszajutott a szovjet harmadosztályba – ahol Ukrajna 1991-es függetlenségéig szerepelt.

### A független Ukrajnában az ezredfordulóig (1992–2000)
A független Ukrajna első nemzeti labdarúgó-bajnokságát a másodosztály „B”-csoportjában kezdte, és a 8. helyen zárt, így az első teljes szezont a másodosztály 24 csapatos mezőnyében kezdhette. A végig az első osztályú tagságért küzdő Vorszkla 51 ponttal a 4. helyen végzett.
A várva várt sikerhez egy 8., majd 11. helyen befejezett bajnokságon keresztül vezetett az út. Az 1995–1996-os kiírás másodosztályú küzdelmeit a Vorszkla nagy különbséggel nyerte meg, így története során első alkalommal ünnepelt élvonalbeli szereplést.
A szárnyaló Vorszkla-játékosok az élvonalban sem vallottak kudarcot és lelkes játékukkal a dobogó alsó fokára repítették a csapatot, amely egyben nemzetközikupa-szereplést is jelentett.
A poltavai csapat a lett Daugava Rīga ellen mutatkozott be a nemzetközi kupaporondon. Az UEFA-kupa 1997–1998-as kiírásának első selejtezőkörében kettős győzelemmel – 3–1-es győzelem Rigában, majd 2–1-es siker hazai pályán – jutott a második selejtezőkörbe, ahol a belga Anderlecht állta útját: mindkét mérkőzésen 2–0-s győzelmet aratott a „kupaújonc” poltavai alakulat ellen. A sikertelen kupaszereplés után a Vorszkla az 5. helyen fejezte be a bajnokságot. 1998 nyarán az Intertotó-kupában szerepelt: az izlandi Leiftur ellen kettős győzelemmel (kétszer 3–0), majd a dán AB ellen idegenben lőtt több góllal (a 2–2-es dániai végeredményt 1–1-es poltavai döntlen követett) jutott a 3. fordulóba, ahol a holland Fortuna Sittard parancsolt megálljt: a Fortuna 3–0-s hazai sikerét Poltavában 2–2-es döntetlennel biztosította.
Az 1998–1999-es ukrán labdarúgó-bajnokság őszi szezonja is csalódást hozott: a csapat kiesés közeli helyeken tanyázott, az eredményesség rendre elmaradt. A sikertelen bajnoki szereplés a vezetőedzők váltogatásába torkollt. A pozitív változást a 47-szeres szovjet válogatott védekező középpályás, Anatolij Konykov vezetőedzői szerződtetése hozta meg. A csapat a kiesőzónából a 10. helyre tornászta fel magát.
Az Anatolij Konykov-szezon közel tíz évig a Vorszkla legsikeresebb évét jelentette: az 1999–2000-es szezonban a csapat a bajnokság negyedik helyén zárt, amely újfent UEFA-kupa-indulást jelentett.

### 2000-től napjainkig
A Vorszkla a 2000–2001-es UEFA-kupa selejtezőjét a macedón FK Rabotnicski ellen játszotta, és két 2–0-s győzelemmel az UEFA-kupa főtáblájára jutott, ahol a nyoni sorsolás a portugál Boavista FC-t sodorta a poltavai alakulat útjába. A nevesebb portugál csapat mindkét mérkőzésen 2–1-es győzelmet aratott, míg a Vorszkla kilenc évre búcsúzott az európai kupaporondtól.
A korábbi sikeres nemzeti szereplés elmaradt, a csapat rendre a tabella második felében zárt. A 2003–2004-es és a 2004–2005-ös szezonban a kiesés szele is meglegyintette, mindkét alkalommal a 14. helyen végzett, míg az ukrán labdarúgókupában legfeljebb a negyeddöntőig jutott.
A felemelkedést az ukrán vezetőedző, Mikola Petrov 2007 telén történt szerződtetése hozta meg. A 2007–2008-as szezon első felét a kiesőzóna környékén töltő Vorszkla a 8. helyre tornászta fel magát. A csapat lendülete a következő szezonban sem tört meg: a bajnokságban az élmezőnyben tartózkodott, a kupában pedig sorra nyerte mérkőzéseit.
A szakértelem és a fegyelmezett játék 2009 májusában hozta meg gyümölcsét: a csapat előbb a bajnokság 5. helyén zárt, majd május 31-én a kupadöntőben 1–0-ra legyőzte az újdonsült UEFA-kupa-győztes Sahtar Donecket, és ezzel története során első alkalommal nyerte meg az ukrán labdarúgókupát.

## Sikerei
- Ukránkupa-győztes: 1 alkalommal (2009).

## Korábbi eredmények

### Ukrajna
| Szezon    | Oszt. | Hely | J  | Gy | D  | V  | Rg | Kg | P   | Ukrán kupa    | Európai kupák | Európai kupák | Megj.     |
| --------- | ----- | ---- | -- | -- | -- | -- | -- | -- | --- | ------------- | ------------- | ------------- | --------- |
| 1992      | II.   | 8.   | 26 | 12 | 5  | 9  | 33 | 25 | 29  | 1/16          |               |               |           |
| 1992–1993 | II.   | 4.   | 42 | 21 | 9  | 12 | 57 | 46 | 51  | 1/32          |               |               |           |
| 1993–1994 | II.   | 8.   | 38 | 15 | 7  | 16 | 30 | 52 | 37  | 1/16          |               |               |           |
| 1994–1995 | II.   | 11.  | 42 | 17 | 8  | 17 | 49 | 48 | 59  | nyolcaddöntős |               |               |           |
| 1995–1996 | II.   | 1.   | 42 | 32 | 7  | 3  | 92 | 37 | 103 | 1/32          |               |               | Feljutott |
| 1996–1997 | I.    | 3.   | 30 | 17 | 7  | 6  | 50 | 26 | 58  | negyeddöntős  |               |               |           |
| 1997–1998 | I.    | 5.   | 30 | 15 | 4  | 11 | 41 | 46 | 49  | negyeddöntős  | U.K.          | 2. sk.        |           |
| 1998–1999 | I.    | 10.  | 30 | 10 | 5  | 15 | 36 | 43 | 35  | negyeddöntős  | I.K.          | 3. f.         |           |
| 1999–2000 | I.    | 4.   | 30 | 14 | 7  | 9  | 50 | 34 | 49  | nyolcaddöntős |               |               |           |
| 2000–2001 | I.    | 12.  | 26 | 6  | 5  | 15 | 16 | 29 | 23  | 1/16          | U.K.          | 1. f.         |           |
| 2001–2002 | I.    | 11.  | 26 | 6  | 7  | 13 | 19 | 33 | 25  | 1/16          |               |               |           |
| 2002–2003 | I.    | 11.  | 30 | 8  | 8  | 14 | 26 | 41 | 32  | negyeddöntős  |               |               |           |
| 2003–2004 | I.    | 14.  | 30 | 6  | 9  | 15 | 26 | 49 | 27  | nyolcaddöntős |               |               |           |
| 2004–2005 | I.    | 14.  | 30 | 8  | 6  | 16 | 18 | 35 | 30  | 1/16          |               |               |           |
| 2005–2006 | I.    | 10.  | 30 | 9  | 10 | 11 | 28 | 34 | 37  | negyeddöntős  |               |               |           |
| 2006–2007 | I.    | 13.  | 30 | 7  | 10 | 13 | 23 | 28 | 31  | 1/16          |               |               |           |
| 2007–2008 | I.    | 8.   | 30 | 9  | 9  | 12 | 28 | 30 | 36  | negyeddöntős  |               |               |           |
| 2008–2009 | I.    | 5.   | 30 | 14 | 7  | 9  | 32 | 26 | 49  | kupagyőztes   |               |               |           |

### Nemzetközi eredmények
| Évad      | Kupa           |                 | Ellenfél        | Eredmények | Eredmények |
| --------- | -------------- | --------------- | --------------- | ---------- | ---------- |
| 1997–1998 | UEFA-kupa      | 1. selejtezőkör | Daugava Rīga    | 3–1        | 2–1        |
| 1997–1998 | UEFA-kupa      | 2. selejtezőkör | Anderlecht      | 0–2        | 0–2        |
| 1998–1999 | Intertotó-kupa | 1. forduló      | Leiftur         | 3–0        | 3–0        |
| 1998–1999 | Intertotó-kupa | 2. forduló      | Akademisk BK    | 2–2        | 1–1[15]    |
| 1998–1999 | Intertotó-kupa | 3. forduló      | Fortuna Sittard | 0–3        | 2–2        |
| 2000–2001 | UEFA-kupa      | Selejtezőkör    | FK Rabotnicski  | 2–0        | 2–0        |
| 2000–2001 | UEFA-kupa      | 1. forduló      | Boavista FC     | 1–2        | 1–2        |